# John Collins (mathématicien)
Pour les articles homonymes, voir John Collins et Collins.
John Collins (25 mars 1625 près d'Oxford – 10 novembre 1683 à Londres), est un géomètre et mathématicien anglais, membre de la Royal Society.

## Biographie
Il était premier commis du HM Customs and Excise (en) (le bureau des accises). Il fut en relation avec la plupart des savants de son temps et mérita d'être surnommé par Isaac Barrow : « le Mersenne anglais ».
Il a laissé quelques ouvrages de mathématiques, mais il est surtout connu par le recueil intitulé : Commercium epistolicum D. John Collins et aliorum de analysi promota, que la Royal Society fit imprimer en 1717 à l'occasion de la querelle survenue entre Isaac Newton et Gottfried Wilhelm Leibniz sur l'invention du calcul infinitésimal ; il en attribuait la priorité à Newton. Ce document important a été réimprimé en France avec des additions, par Francisque Lefort et Jean-Baptiste Biot, en 1856.

## Note
1. ↑  (en) John J. O'Connor et Edmund F. Robertson, « John Collins », sur MacTutor, université de St Andrews.

## Source
Cet article comprend des extraits du Dictionnaire Bouillet. Il est possible de supprimer cette indication, si le texte reflète le savoir actuel sur ce thème, si les sources sont citées, s'il satisfait aux exigences linguistiques actuelles et s'il ne contient pas de propos qui vont à l'encontre des règles de neutralité de Wikipédia.